# Georgi Felixowitsch Sdanowitsch

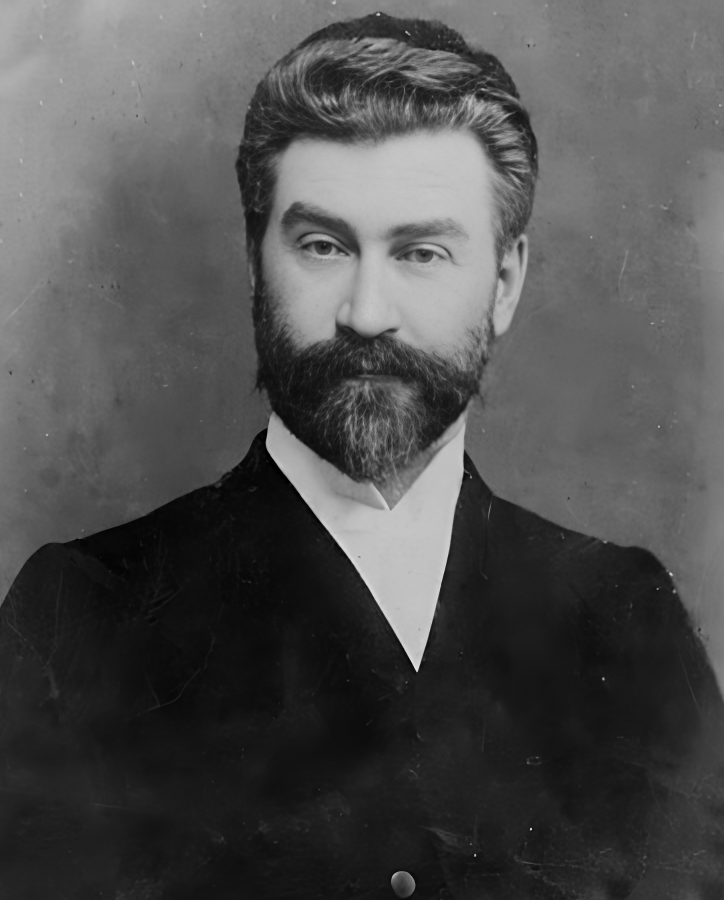
Giorgi Felixowitsch Sdanowitsch

Giorgi Felixowitsch Sdanowitsch (georgisch გიორგი ზდანოვიჩი Giorgi Sdanowitschi, genannt მაიაშვილი Maiaschwili; * 4. November 1854 oder 14. Januar 1855 in Kutaissi, Russisches Kaiserreich; † 31. Juli 1917 ebenda) war ein georgischer Publizist, Kritiker, Politiker und öffentlicher Aktivist.

## Leben
Sdanowitsch war Nachkomme polnischer Emigranten, die nach Georgien deportiert wurden, und einer der Gründer der Sozialistisch-Föderalistischen Partei. Von 1864 bis 1871 besuchte er das klassische Gymnasium in Kutaissi, von 1871 bis 1873 studierte er am Technologischen Institut in Sankt Petersburg. Während seiner Studentenzeit war er Mitglied mehrerer illegaler revolutionärer Organisationen. 1875 wurde er verhaftet und war Angeklagter am reichsweit bekannten „Prozess der Fünfzig“ teil. Das Gericht verurteilte ihn zu sieben Jahren Verbannung.
Ab 1882 begann Sdanowitsch mit der georgischen Presse zusammenzuarbeiten und veröffentlichte mehrere polemische Artikel. Er setzte seine publizistische Tätigkeit bis zu seinem Lebensende fort. Bemerkenswert sind: Brief an unsere öffentlichen Aktivisten (1882), Die alte und neue Generation und die Gespräche darüber bei uns (1899), Artikel über Belinski (1888), Unsere Frauen und die neue Zeit (1891). 1882 lernte er die Werke von Karl Marx kennen. 1886 übersetzte er Marx’ Das Elend der Philosophie ins Russische, das jedoch nicht veröffentlicht wurde. In den 1890er Jahren betrieb er Propaganda für den Marxismus. Ab 1896 arbeitete Sdanowitsch als Vorsitzender des Industriellenrats von Tschiatura. 1907 wurde er zum Vorsitzenden des Hauptkomitees der „Sozialistischen Föderalisten“ gewählt.